# بانک اطلاعات سینما-تئاتر روسیه
بانک اطلاعات سینما-تئاتر روسیه یک درگاه وب و پایگاه داده آنلاین به زبان روسی دربارهٔ تئاتر، فیلم، سریال‌ها و اجراهای تلویزیونی اتحاد جماهیر شوروی، روسیه و آثار خارجی و همچنین دربارهٔ چهره‌های سینما و تئاتر است.
این درگاه در تاریخ ۲۱ ژوئیه ۲۰۰۶ توسط برنامه‌نویس روس «پیوتر کیریف» راه‌اندازی شد. سردبیر و مدیر کل آن «ژان پراسینوف» و ویراستار اصلی «ایرینا تیموفیوا» است.
این پایگاه داده در آغاز به‌عنوان یک سرگرمی برای دوستداران فیلم و تئاتر ایجاد شد، سپس به یک پورتال اطلاعاتی فیلم و همچنین پایگاه داده دربارهٔ فیلم‌ها و اجراهای هنری تبدیل شد. بانک اطلاعات سینما-تئاتر روسیه در ابتدا، سایت تخصصی سینما و تئاتر شوروی و روسیه بود و از سال ۲۰۰۸ اطلاعاتی در مورد سینمای خارجی هم به آن اضافه شد. طراحی این پایگاه داده در سال ۲۰۱۶، مورد بازنگری مجدد قرار گرفت و تغییر یافت.
تا سال ۲۰۱۹، بانک اطلاعات سینما-تئاتر روسیه دارای بزرگ‌ترین پایگاه داده بازیگران، کارگردانان، فیلمسازان شوروی و روسی و همچنین یک گردآورنده فیلم آنلاین بود. بر اساس داده‌های «لایو-اینترنت» از سال ۲۰۱۹، ترافیک سایت بیش از ۱۳٫۵ میلیون نفر در ماه و تعداد بازدیدها ۵۰–۷۰ میلیون در ماه است. طبق داده‌های سیمیلاروب این سایت ۱۵٫۴ میلیون نفر در ماه بازدید دارد. طبق اطلاعات الکسا، این سایت از نظر ترافیک در رتبه ۷۳ روسیه قرار دارد.
در سال ۲۰۱۴ مذاکراتی برای فروش این پورتال به هلدینگ سیستما به مبلغ ۸ میلیون دلار انجام شد.